# Grande Prêmio da Malásia
O Grande Prêmio da Malásia foi incluído no campeonato da Fórmula 1 pela primeira vez em 1999 e foi disputado pela última vez em 2017. Era disputado no Circuito Internacional de Sepang, em Sepang, Malásia.

## Vencedores do GP da Malásia

### Por ano
| Ano  | Piloto               | Equipe                    | Local  | Detalhes |
| ---- | -------------------- | ------------------------- | ------ | -------- |
| 1999 | Eddie Irvine         | Ferrari                   | Sepang | Detalhes |
| 2000 | Michael Schumacher   | Ferrari                   | Sepang | Detalhes |
| 2001 | Michael Schumacher   | Ferrari                   | Sepang | Detalhes |
| 2002 | Ralf Schumacher      | Williams-BMW              | Sepang | Detalhes |
| 2003 | Kimi Räikkönen       | McLaren-Mercedes          | Sepang | Detalhes |
| 2004 | Michael Schumacher   | Ferrari                   | Sepang | Detalhes |
| 2005 | Fernando Alonso      | Renault                   | Sepang | Detalhes |
| 2006 | Giancarlo Fisichella | Renault                   | Sepang | Detalhes |
| 2007 | Fernando Alonso      | McLaren-Mercedes          | Sepang | Detalhes |
| 2008 | Kimi Räikkönen       | Ferrari                   | Sepang | Detalhes |
| 2009 | Jenson Button        | Brawn-Mercedes            | Sepang | Detalhes |
| 2010 | Sebastian Vettel     | Red Bull Racing-Renault   | Sepang | Detalhes |
| 2011 | Sebastian Vettel     | Red Bull Racing-Renault   | Sepang | Detalhes |
| 2012 | Fernando Alonso      | Ferrari                   | Sepang | Detalhes |
| 2013 | Sebastian Vettel     | Red Bull Racing-Renault   | Sepang | Detalhes |
| 2014 | Lewis Hamilton       | Mercedes                  | Sepang | Detalhes |
| 2015 | Sebastian Vettel     | Ferrari                   | Sepang | Detalhes |
| 2016 | Daniel Ricciardo     | Red Bull Racing-TAG Heuer | Sepang | Detalhes |
| 2017 | Max Verstappen       | Red Bull Racing-TAG Heuer | Sepang | Detalhes |

### Por pilotos, equipes e países que mais venceram1
|          |                      |                        |
| Vitórias | Pilotos              | Edições                |
| 4        | Sebastian Vettel     | 2010, 2011, 2013, 2015 |
| 3        | Michael Schumacher   | 2000, 2001, 2004       |
| 3        | Fernando Alonso      | 2005, 2007, 2012       |
| 2        | Kimi Räikkönen       | 2003, 2008             |
| 1        | Eddie Irvine         | 1999                   |
| 1        | Ralf Schumacher      | 2002                   |
| 1        | Giancarlo Fisichella | 2006                   |
| 1        | Jenson Button        | 2009                   |
| 1        | Lewis Hamilton       | 2014                   |
| 1        | Daniel Ricciardo     | 2016                   |
| 1        | Max Verstappen       | 2017                   |

|          |                 |                                          |
| Vitórias | Construtor      | Edições                                  |
| 7        | Ferrari         | 1999, 2000, 2001, 2004, 2008, 2012, 2015 |
| 5        | Red Bull Racing | 2010, 2011, 2013, 2016, 2017             |
| 2        | Renault         | 2005, 2006                               |
| 2        | McLaren         | 2003, 2007                               |
| 1        | Williams        | 2002                                     |
| 1        | Brawn           | 2009                                     |
| 1        | Mercedes        | 2014                                     |

|          |               |                                                |
| Vitórias | País          | Edições                                        |
| 8        | Alemanha      | 2000, 2001, 2002, 2004, 2010, 2011, 2013, 2015 |
| 3        | Espanha       | 2005, 2007, 2012                               |
| 3        | Reino Unido   | 1999, 2009, 2014                               |
| 2        | Finlândia     | 2003, 2008                                     |
| 1        | Itália        | 2006                                           |
| 1        | Austrália     | 2016                                           |
| 1        | Países Baixos | 2017                                           |

↑1  (Última atualização: GP da Malásia de 2017)

## Recordes do Grande Prêmio da Malásia
|                       |                  |                   |              |          |      |
| Sepang                | País/Piloto      | Chassi/Motor      | Tempo        | Extensão | Ano  |
| Pole Position         | Lewis Hamilton   | Mercedes V6 Turbo | 1min 30s 076 | 5.543 km | 2017 |
| Melhor Volta na Prova | Sebastian Vettel | Ferrari V6 Turbo  | 1min 34s 080 | 5.543 km | 2017 |